# Вил Костакис
Вилијам Костакис (енгл. William Kostakis; Сиднеј, 2. јун 1989) је аустралијски књижевник и новинар, грчког порекла, познат по својим тинејџерским романима. Завршио је Њуингтон колеџ на Универзитету у Сиднеју. Још у средњој школи добио је награду Млади писац године за приповетку „Bing me”, а након објављивања првог романа освојио велики број књижевних награда у својој земљи.

## Дела
Романи за младе
- Презирати Лолу (2008)
- Прва трећина (2013)[5]
- Споредни ликови (2016)[6]
- Споменици (2019)
- Могли би да будемо нешто (2023)[7]

Роман Споредни ликови прати тројицу врло различитих момака Рајана, Харлија и Мајлса (пливач, бунтовник и штребер). Једина заједничка ствар им је био најбољи пријатељ Ајзак, кад Ајзака више не буде било, ови момци морају да се преиспитају ко су и шта желе од живота, као и да се суоче са губитком и теретом одрастања.
Прва трећина говори о Билу, тинејџеру грчког порекла коме је болесна бака дала листу непријатних задатака које мора да испуни како би поново повезао своју породицу.